# Кал на Мајни
Кал на Мајни (њем. Kahl am Main) општина је у њемачкој савезној држави Баварска. Једно је од 32 општинска средишта округа Ашафенбург. Према процјени из 2010. у општини је живјело 7.258 становника. Посједује регионалну шифру (AGS) 9671134.

## Географски и демографски подаци
Кал на Мајни се налази у савезној држави Баварска у округу Ашафенбург. Општина се налази на надморској висини од 110 метара. Површина општине износи 10,6 km². У самом мјесту је, према процјени из 2010. године, живјело 7.258 становника. Просјечна густина становништва износи 682 становника/km².

## Међународна сарадња
| Мјесто    | Држава    | Врста сарадње | Од    |
| --------- | --------- | ------------- | ----- |
| Будакалаш | Мађарска  | контакт       | 2000. |
|           | Француска | партнерство   | 1981. |
| Извор     |           |               |       |